# Ольга (ім'я)
О́льга — жіноче ім'я, жіноча форма чоловічого імені Олег. Походить від давньоскандинавського імені Helga, Hælga, Hælgha (чоловіча форма — Helgi), утвореного від helgi — «присвячений», «священний», «святий». Заміна початкового *hel- на ol- могла відбутися відповідно до фонетичних законів східнослов'янських діалектів (пор. прасл. *elenь > укр. і рос. олень, грец. Ἑλένη > укр. Олена). Після канонізації княгині Ольги у 1547 році стало канонічним християнським ім'ям.
Українські зменшені форми — Оля, Олечка, Оленька, Олюня, Олюся, Олюська, Олюсік, Олюша, Оляша, Ольчик, Олик, Олько, Ольгуня, Ольгуся, Ольгуша, Ольча, Олюля (деякі варіації: Оляля, Уня (для тих, хто не вимовляє Ольгуня)[джерело?], Ольгуня, Олюнечка, Олічка, Олінька, Воля, Льока, Волечка, Ольченка, Ольчин, Ольця, Олька, Ольока, Олюсик, Олич, Ольжа, Ольженька, Олеля, Леля, Лелека, Ольгу, Льолька, Льоля, Олькін, Оляндра, Олюлюнчик, Олюсюня, Олюсічка, Олюнічка, Ольгєта, Оляндрик, Олямба, Оляся, Маляся.

## В інших країнах
У слов'янських мовах існують такі форми: рос. О́льга, біл. Во́льга, д.-рус. Ольга, пол. і чеськ. Olga, словац. Ol'ga, болг. і мак. О́лга, словен. Olga, церк.-слов. Єлга.
У стародавніх германських мовах засвідчені імена Heiliga, Heilika, Heilicha, Heilka, Heliga, Helige, які походять з того ж кореня, що давньоскандинавські Helga, Hælga, Hælgha. Оскільки ім'я Ольга вважається канонічним і в католицькій традиції, воно вживається і в сучасній Західній і Центральній Європі, де германська форма Helga співіснує з варіантом Olga.
У скандинавських країнах, Німеччині та Австрії поширена питома форма імені — «Гельга», «Хельга»: нім. Helga, швед. Helga, Hälge, дан. Helga, Hella, Elga, Helle, норв. Helga, Hella, Hege, Helle, ісл. Helga. У Скандинавії вживаються також Laila, Aila — запозичені зі саамської форми імені Áile, Áíla (< Helga), і Olga — російського походження. У Фінляндії існують варіанти Helka (від швед. Helga), Oili (від рос. Ольга) і Aili, Aila (від саамськ. Áile, Áíla).

## Відомі носійки імені
- Свята княгиня Ольга (у хрещенні — Єлена, бл. 910—969) — руська княгиня, дружина князя Ігоря, шанується в лику рівноапостольних.
- Ольга Юліанівна Кобилянська (1863—1942) — українська письменниця.
- Ольга Мак (справжнє ім'я Ольга Нилівна Петрова; 1913—1998) — українська письменниця.
- Ольга Терлецька (1921—1998) — українська поетеса.
- Ольга Михайлівна Басараб (до шлюбу Левицька; 1889—1924) — розвідниця УНР, громадська діячка.
- Ольга Дмитрівна Гузар-Левицька (1860—1933) — українська громадська діячка. Внучата тітка кардинала Любомира Гузара.
- Ольга Василівна Дучимінська (1883—1988) — українська письменниця та поетеса.
- Ольга Дмитрівна Гейко-Матусевич (нар. 1953) — українська правозахисниця, дисидентка часів СРСР. Старша сестра художниці Марії Гейко, дружина дисидента Миколи Матусевича.
- Ольга Юхимівна Горошко (псевдо Ольга, Софійка, Галина, Троянда; 1917—2015) — українська військова діячка, зв'язкова УПА, член ОУН.
- Ольга Фаустинівна Ільків (псевдо Роксоляна, Ольга Звіробій; 1920—2021) — зв'язкова Романа Шухевича. Довголітня політична ув'язнена (провела 14 років у радянських в'язницях).
- Ольга Павлівна Горинь (до шлюбу Мацелюх; 1930—2021) — діячка ОУН та УПА, дисидентка та політична ув'язнена часів СРСР, громадська діячка, майстриня художньої вишивки.  Старша сестра мікробіолога-генетика Богдана Мацелюха та художника Ярослава Мацелюха, дружина відомого дисидента Михайла Гориня.
- Ольга Федорівна Франко (до шлюбу Хоружинська; 1864—1941) — українська громадська діячка та видавниця, дружина Івана Франка.
- Ольга Федорівна Франко (до шлюбу Білевич; 1896—1987) — українська кулінарка, автор куховарних книг. Невістка Івана Франка (дружина його сина Петра).
- Ольга Олександрівна Грушевська (до шлюбу Парфененко; 1878—1961) — українська історик, літературознавиця, шевченкознавиця, бібліотекарка, букіністка, громадська діячка. Дослідниця творчості Пантелеймона Куліша та Леоніда Глібова. Дружина Олександра Грушевського, молодшого брата Михайла Грушевського.
- Ольга Петрівна Косач (літературний псевдонім Олена Пчілка; 1849—1930) — українська письменниця, громадська та культурна діячка, перекладачка. Мати поетеси Лесі Українки, молодша сестра  історика та літературознавця Михайла Драгоманова.
- Ольга Петрівна Косач-Кривинюк (1877—1945) — українська письменниця, літературознавиця та перекладачка.
- Ольга Юріївна Колесніченко (1980—2003) — українська тележурналістка. Онучка поета Ростислава Братуня.
- Ольга Василівна Герасименко-Олійник (нар. 1958) — українська бандуристка.
- Ольга Володимирівна Герасим'юк (нар. 1958) — українська журналістка, телеведуча, телевізійний менеджер, народний депутат України 5-го та 6-го скликань.
- Ольга В'ячеславівна Сумська (нар. 1966) — українська акторка та телеведуча. Молодша сестра акторки та телеведучої Наталі Сумської.
- Ольга Михайлівна Фреймут (нар. 1982) — українська телеведуча, журналістка та модель.
- Ольга Костянтинівна Куриленко (нар. 1979) — французька актриса та модель українського походження.
- Ольга Дмитрівна Шкурнова (до шлюбу Позднякова; нар. 1962) — українська волейболістка, олімпійська чемпіонка.
- Ольга Валеріївна Саладуха (нар. 1983) — українська легкоатлетка.
- Ольга Миколаївна Савчук (нар. 1987) — українська тенісистка.
- Ольга Геннадіївна Харлан (нар. 1990) — українська фехтувальниця.
- Ольга Валеріївна Саладуха (нар. 1983) — українська легкоатлетка.
- Ольга Вадимівна Богомолець (нар. 1966) — громадська діячка, заслужений лікар України, автор-виконавиця українських романсів, кандидат у президенти України на виборах 2014 та 2019 років.
- Ольга Віталіївна Стефанішина (нар. 1985) — українська політична діячка.
- Ольга Іванівна Басистюк-Гаптар (нар. 1950) — українська співачка (сопрано), народна артистка України.
- Ольга Іванівна Камінська (нар. 1958) — українська співачка (лірико-колоратурне сопрано), народна артистка України.
- Ольга Павлівна Велка (нар. 1956) — українська співачка (сопрано), заслужена артистка України.
- Ольга Володимирівна Ошитко (Покутська Писанка) — українська співачка.
- Ольга Вікторівна Вінницька (сценічний псевдонім Альона Вінницька; нар. 1974) — українська співачка, колишня солістка гурту ВІА Гра.
- Ольга Сергіївна Романовська (Корягіна) (нар. 1986) — українська співачка, колишня солістка гурту ВІА Гра.
- Ольга Юріївна Полякова (нар. 1979) — відома українська співачка.
- Ольга Павлівна Цибульська (нар. 1985) — відома українська співачка.
- Ольга Григорівна Лящук (нар. 1985) — українська силачка.
- Ольга Олексіївна Шарій (до шлюбу Бондаренко; нар. 1989) — проросійська журналістка з України, пропагандистка, відеоблогер. Дружина проросійського відеоблогера, пропагандиста й колишнього журналіста Анатолія Шарія.